# Episodi di Blue Jeans (seconda stagione)
La seconda stagione della serie televisiva Blue Jeans, composta da 17 episodi, è andata in onda negli Stati Uniti sul canale ABC dal 30 novembre 1988 al 16 maggio 1989.
| n° | Titolo originale                                              | Titolo italiano | Prima TV USA     | Prima TV Italia |
| -- | ------------------------------------------------------------- | --------------- | ---------------- | --------------- |
| 1  | The Heart of Darkness                                         |                 | 30 novembre 1988 |                 |
| 2  | Our Miss White                                                |                 | 7 dicembre 1988  |                 |
| 3  | Christmas                                                     |                 | 14 dicembre 1988 |                 |
| 4  | Steady as She Goes                                            |                 | 11 gennaio 1989  |                 |
| 5  | Just Between Me and You and Kirk and Paul and Carla and Becky |                 | 18 gennaio 1989  |                 |
| 6  | Pottery Will Get You Nowhere                                  |                 | 1º febbraio 1989 |                 |
| 7  | Coda                                                          |                 | 8 febbraio 1989  |                 |
| 8  | Hiroshima, Mon Frere                                          |                 | 15 febbraio 1989 |                 |
| 9  | Loosiers                                                      |                 | 28 febbraio 1989 |                 |
| 10 | Walkout                                                       |                 | 7 marzo 1989     |                 |
| 11 | Nemesis                                                       |                 | 14 marzo 1989    |                 |
| 12 | Fate                                                          |                 | 28 marzo 1989    |                 |
| 13 | Birthday Boy                                                  |                 | 11 aprile 1989   |                 |
| 14 | Brightwing                                                    |                 | 18 aprile 1989   |                 |
| 15 | Square Dance                                                  |                 | 2 maggio 1989    |                 |
| 16 | Whose Woods Are These?                                        |                 | 9 maggio 1989    |                 |
| 17 | How I'm Spending My Summer Vacation                           |                 | 16 maggio 1989   |                 |